# NGC 5919
NGC 5919 é uma galáxia elíptica (E) localizada na direcção da constelação de Serpens. Possui uma declinação de +07° 43' 11" e uma ascensão recta de 15 horas, 21 minutos e 36,8 segundos.
A galáxia NGC 5919 foi descoberta em 30 de Março de 1887 por Lewis A. Swift.